# Krigsåret 1920

## Pågående krig
- Estniska frihetskriget (1918-1920)

- Grek-turkiska kriget (1919-1922)
  - Grekland på ena sidan
  - Osmanska riket på andra sidan

- Irländska frihetskriget (1919-1921)

- Polsk-sovjetiska kriget (1919-1921)[1]
  - Ryssland och Ukrainska SSR på ena sidan
  - Polen och Folkrepubliken Ukraina på andra sidan

- Ryska inbördeskriget (1918-1922)[2]

## Händelser

### Januari
- 10 - Fredsorganisationen "Nationernas förbund" grundas.

### Februari
- 2 - Fredsfördraget i Tartu (Estland-Ryssland) undertecknas och estniska frihetskriget avslutas därmed.

### Juni
- 4 - Trianonfördraget mellan Ungern och ententen.

### Augusti
- 10 - Freden i Sèvres där det Osmanska riket upplösas.
- 18 – Polska trupper besegrar Sovjetunionen i slaget vid Warszawa

### Oktober
- 14 – Fredsfördraget i Dorpat mellan Finland och Sovjetryssland.

## Avlidna
- 7 februari – Aleksandr Koltjak, 45, rysk sjömilitär.
- 9 februari – Friedrich von Beck-Rzikowsky, 89, österrikisk militär, chef för generalstaben i Österrike-Ungerns armé 1881–1906.
- 17 februari – Eduard von Knorr, 79, tysk sjömilitär.

### Fotnoter
1. ↑  ”WHKMLA”. http://www.zum.de/whkmla/military/betwwars/russopol19191921.html. Läst 30 juni 2011.
2. ↑  ”World Statesmen”. http://www.worldstatesmen.org/WARS.html. Läst 28 juni 2011.